# William Henrique
William Henrique (Ribeirão Preto, 28 januari 1992) is een Braziliaans voetballer.

## Carrière
Henrique begon zijn carrière in 2010 bij Grêmio Barueri Futebol. Hierna kwam hij uit voor EC Vitória, Ceará SC en Chiangrai United.